# 劉連仁
劉 連仁〈聯仁〉（りゅう れんじん 、1913年 - 2000年9月2日） は、現在の中華人民共和国山東省高密県井溝鎮草泊村生まれの華人労務者。

## 人物・生涯
山東省の故郷に家族と共に暮らしていたが、1944年9月、大東亜省によって華人労務者として強制連行され、北海道雨竜郡沼田町の明治鉱業昭和鉱業所へ炭鉱労働者として送り込まれた。
1945年7月、非人道的な強制重労働や給与不払い、監禁、飢え、暴行に耐えず仲間の労働者4人と共に脱走を図る。直後に仲間は次々と脱落していったが、以後13年間、ただ一人終戦を知らないまま山中を逃避行し続けた。
1958年2月8日、当別町の山中で穴ぐらの中に潜んでいる姿を農民が発見、保護された。その後、北海道華僑会の援助により故郷へ帰国。
1996年、東京地裁に強制連行であったとして日本国を相手取り提訴したが、2000年、判決を聞かないまま本人が死去。裁判は劉の息子を原告として継続され、2001年に地裁では勝訴するが、日本国は控訴。
2005年、東京高裁は訴えを棄却。

## 関連文献・資料
- 欧陽文彬、『穴にかくれて14年―中国人俘虜劉連仁の記録』、新読書社、1959年 （三省堂版1972年、新読書社新装版2002年 ISBN 4788050153 ）
- 茨木のり子詩集『鎮魂歌』（思潮社、1965年、童話屋新装版、2001年12月、ISBN 4887470258）-劉連仁を歌った長詩「りゅうりぇんれんの物語」を収める。（子どもへの読み聞かせ等）朗読するには30分以上もかかる長編詩である。それは、強制連行の炭鉱から逃げて、そのまま、戦争が終わったことも知らずに13年間、北海道の山野を逃げ延びてきた人物の逞しさと重い歴史が表現された叙事詩である。
- 野添憲治、『劉連仁・穴の中の戦後―中国人と強制連行』、三一書房、1995年 ISBN 4380952894
- たかしよいち、『北の逃亡者―中国人強制労働の悲劇』、理論社、1989年、ISBN 4652018444
- 早乙女勝元、『穴から穴へ13年―劉連仁と強制連行』、草の根出版会、2000年 ISBN 4876481555
- 2007年沢知恵が「りゅうりぇんれんの物語」としてピアノ弾き語りのアルバムを発表した。
- 森越智子、『生きる 劉連仁の物語』、童心社、2015年、ISBN 4494020427